# Marie-Anne Mancini
Ne doit pas être confondu avec Marie Mancini.
Pour les articles homonymes, voir Mancini.
Marie-Anne Mancini (Rome, 1649 - Paris, 1714), duchesse de Bouillon et comtesse d'Évreux, est une aristocrate italienne. Nièce de Mazarin, elle est la benjamine de sa fratrie, après Laure-Victoire, Paul Jules, Olympe, Marie, Philippe, Hortense et Alphonse Mancini.

## Biographie
Fille de Geronima Mazzarini et du baron Michele Mancini, Marie-Anne Mancini arriva très jeune en France et elle fut beaucoup aimée, car c'était une enfant très mignonne. La reine Anne d'Autriche l'aimait beaucoup, et on la surnomma « l'enfant chérie de la reine. » Sa sœur Marie Mancini fut le premier amour de Louis XIV. Elle fut aussi  la protectrice de certains artistes comme Jean de La Fontaine. Elle éleva les enfants de sa sœur Hortense. Compromise dans l'affaire des poisons, elle finit par rentrer en grâce, contrairement à sa sœur Olympe.

## Descendance
Le 20 avril 1662, Marie-Anne, âgée de 13 ans, épouse  Godefroy-Maurice de La Tour d'Auvergne (1636-1721), duc de Bouillon et neveu de Turenne qui en avait 26. Malgré son jeune âge, le jeune homme, issu d'une des plus prestigieuses Maisons, assumait la charge de grand chambellan de France. Ce ne fut pas une union très heureuse, mais 10 enfants sont quand même nés.
Dix enfants sont nés de cette union, dont :
- Louis-Charles (1665-1692) qui épousa Anne-Geneviève de Lévis, fille du duc de Ventadour ;
- Marie-Élisabeth (1666-1725) dite « Mademoiselle de Bouillon » ;
- Emmanuel-Théodose (1668-1730) ;
- Frédéric-Jules (1672-1733), chevalier de Bouillon, puis prince d'Auvergne ;
- Louis-Henri (1674-1753), comte d'Évreux, lieutenant-général des armées du roi, qui épousa la fille du financier Antoine Crozat et fit construire l'hôtel d'Évreux, aujourd'hui palais de l'Élysée[1] ;
- Louise-Julie (1679-1750) dite « mademoiselle de Château-Thierry », qui épousa François-Armand de Rohan-Guéméné (1682-1717), fils de Charles III de Rohan-Guéméné ;
- N... (-1696), dite « Mademoiselle d'Albret ».

Le précepteur des enfants fut François Raguenet.